# Jarno Kultanen
Jarno Kultanen (* 8. Januar 1973 in Luumäki) ist ein ehemaliger finnischer Eishockeyspieler und heutiger -trainer, der in seiner aktiven Zeit von 1991 bis 2010 unter anderem für die Boston Bruins in der National Hockey League gespielt hat. Seit 2011 ist er Assistenztrainer bei KooKoo in der Mestis.

## Karriere
Jarno Kultanen begann seine Karriere als Eishockeyspieler bei KooKoo, für dessen Profimannschaft er von 1991 bis 1994 in der damals zweitklassigen I divisioona aktiv war. Anschließend spielte der Verteidiger zwei Jahre lang für KalPa Kuopio in der SM-liiga, sowie vier Jahre lang für deren Ligarivalen HIFK Helsinki, mit dem er in der Saison 1997/98 den finnischen Meistertitel gewann. Im NHL Entry Draft 2000 wurde er in der sechsten Runde als insgesamt 174. Spieler von den Boston Bruins ausgewählt, für die er in seinem Rookiejahr, der Saison 2000/01, in 62 Spielen zwei Tore erzielte und acht Vorlagen gab. Nachdem er auch in der folgenden Spielzeit ausschließlich für Boston spielte, jedoch aufgrund einer Knieverletzung nur 38 Spiele bestritt, trat er in der Saison 2002/03 zum großen Teil für Bostons Farmteam Providence Bruins in der American Hockey League an. Für das NHL-Team Bostons stand er nur noch zweimal auf dem Eis.  
Nachdem er seinen Stammplatz in der NHL verloren hatte, kehrte Kultanen zu seinem Ex-Club HIFK Helsinki zurück, für den er zwei Jahre in der SM-liiga aktiv war. Von 2005 bis 2007 stand er anschließend bei Mora IK in der schwedischen Elitserien unter Vertrag. Bei den Schweden war er in der Saison 2006/07 Mannschaftskapitän. Nach einem Jahr als Assistenzkapitän bei Moras Ligarivalen Södertälje SK ließ Kultanen seine Karriere bei seinem Heimatverein KooKoo aus der zweiten Liga, der Mestis, ausklingen. Die Saison 2008/09 beendete er zwischenzeitlich bei den Espoo Blues in der SM-liiga. In der Saison 2010/11 betreute der ehemalige NHL-Spieler als Cheftrainer die U20-Junioren seines Heimatvereins KooKoo. Zur folgenden Spielzeit wurde er zum Assistenztrainer der ersten Mannschaft mit Spielbetrieb in der Mestis befördert und assistiert dort Cheftrainer Ismo Lehkonen.

## Erfolge und Auszeichnungen
- 1998 Finnischer Meister mit dem HIFK Helsinki
- 1999 Finnischer Vizemeister mit dem HIFK Helsinki